# Kleinkastell Henchir Medeina

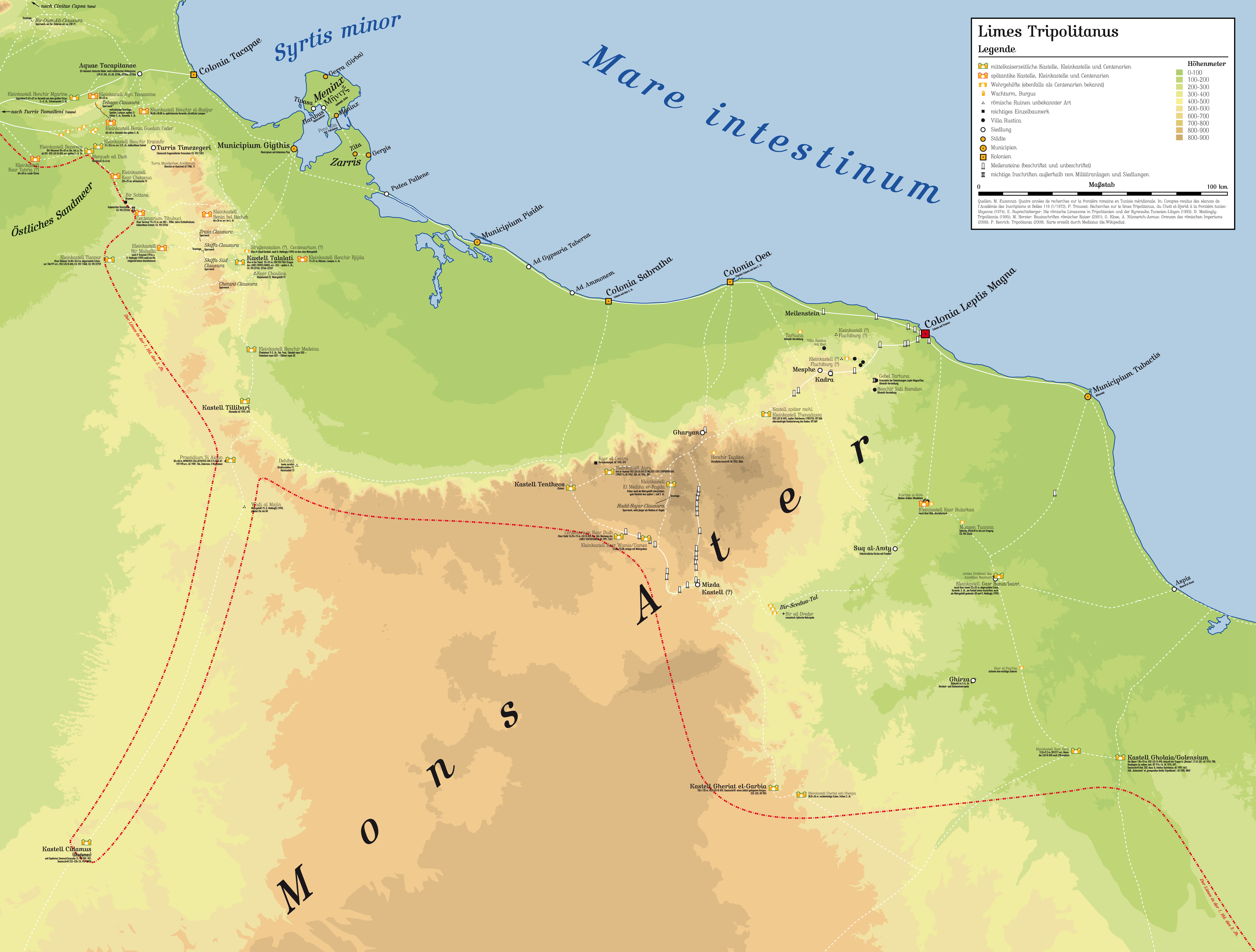
Der Limes Tripolitanus mit dem Kleinkastell

Das Kleinkastell Henchir Medeina, auch als Henschir Medeina oder Henchir el Medina bekannt, ist ein kleines römisches Militärlager, das für Sicherungs- und Überwachungsaufgaben am rückwärtigen Limes Tripolitanus, einem tiefgestaffelten System von Kastellen und Militärposten, in der römischen Provinz Africa proconsularis, später Tripolitania, zuständig war. Die Anlage befindet sich am westlichen Aufstieg zu den Höhenzügen des Hochlandes von Dahar in Südtunesien, Gouvernement Tataouine.

## Lage
Das Kleinkastell befindet sich auf der einsamen Hochebene von Fatnassia, am nördlichen Rand des vom Wadi Daghsan (Wadi Darhsene) genutzten Einzugsgebiets. Dieses Trockental mündet südöstlich von Henchir Medeina in das von Norden nach Süden verlaufende Wadi el Gouafel. Die Hochebene wird westlich, nördlich und östlich von Erhebungen begrenzt. Die Befestigung selbst wurde auf einer niedrigen Erhebung errichtet, die ausreichte, um der Besatzung einen weiten Ausblick in alle Himmelsrichtungen zu bieten.

## Forschungsgeschichte
Die Anlage wurde auf einer Forschungsreise von dem leitenden französischen Artillerieleutnant Henri Lecoy de La Marche am 11. Februar 1894 während einer zu Pferde geführten Gazellenjagd zufällig entdeckt. Lecoy de La Marche hatte dabei den Anschluss an seine Mitstreiter verloren und stieß während der bis in die Nacht dauernden Suche nach der Expeditionsmannschaft auf die Ruinen, welche von seinen arabischen Begleitern „Medina“, das heißt „alte Stadt“, genannt wurden. Der Offizier erkannte in dem Trümmerfeld sofort einen römischen Militärbau. Am 23. Februar 1894 begann er mit seiner Untersuchung, wobei sein Hauptaugenmerk auf dem zentralen Mittelbau lag. Bereits am 26. Februar verließ er den Ort wieder.
Um 1970 besuchte der französische Archäologe Pol Trousset die Befestigung während einer französisch-algerischen Expedition zur Erforschung des Limes Tripolitanus. Der britische Archäologe David Mattingly plädierte nach einer Übersicht zu den teils widersprüchlichen Dokumentationen zu diesem Kleinkastell für eine wissenschaftliche Ausgrabung, die bisher jedoch nicht stattfand.

## Baugeschichte

### Umwehrung
Die nach Trousset 63 × 63 Meter (= 0,40 Hektar) umfassende Befestigung von Henchir Medeina weist einige wichtige Ähnlichkeiten mit dem fast gleich großen Kleinkastell Henchir Mgarine (67 × 67 Meter) im Schott Fedjedj auf, was für einen ähnlichen Erbauungszeitraum spricht. So besitzen die Umfassungsmauern beider Anlagen abgerundete Ecken, ohne dass sich Reste von Ecktürmen nachweisen lassen. An einer Seite von Henchir Medeina entdeckte Lecoy de La Marche eine schmale, rund einen Meter breite Pforte in der Umfassungsmauer, die von zwei rechteckigen Tortürmen flankiert war. In seinem Bericht schrieb er fälschlicherweise, dass dieser Eingang im Norden lag, die bei Mattingly veröffentlichte Zeichnung dokumentiert den Zugang richtig im Osten.

### Innenbebauung
Innerhalb des Mauerrings lässt sich sowohl in Henchir Medeina als auch in Henchir Mgarine ein zentraler, quadratischer Mittelbau feststellen, der nach Lecoy de La Marche eine Seitenlänge von 18 Metern, nach Trousset eine Seitenlänge von 20 Metern besaß. Aus der Erstbeschreibung wird deutlich, dass ausschließlich der im Inneren der Anlage errichtete Mittelbau in der Opus-africanum-Bauweise errichtet worden war, die anderen Baureste bestanden aus Verbindungen mit Saxa Quadrata (Quadersteinen). Die vier Außenwände des Mittelbaus wurden an jeder Seite von je zwei rechteckigen Wandvorlagen und je zwei Eckvorlagen gestützt. Der einzige Eingang zu diesem Mittelbau liegt dem Kastelltor zugewandt im Osten. Der Weg ins Innere führt über einen Flur auf einen Innenhof. Rund um den Innenhof öffneten sich einzelne Räume, die einst wahrscheinlich überwölbt gewesen sind und über eine Stufe betreten werden mussten, da sie rund 0,80 Meter höher lagen als der Boden des Innenhofs. Möglicherweise wurden innere Strukturen des Zentralbaus zu einem unbekannten Zeitpunkt verändert. Es fand sich in den Trümmern eine Konsole oder ein Kragstein aus hartem Kalkstein. Nach außen hin zeigte sich in den Räumen keine Öffnung. In einem der Räume fand Lecoy de La Marche menschliche Knochen, neben denen eine große Bronzemünze lag.
Wie Mattingly bemerkte, sind die Strukturen der Mannschaftsunterkünfte und Versorgungsräume noch nicht erforscht, doch nimmt er aufgrund eigener Beobachtungen an, dass hier von einem ähnlichen Arrangement wie am Kleinkastell Henchir Mgarine ausgegangen werden kann. So werden die inneren Einbauten parallel zur Umfassungsmauer gestanden haben. Da Mattingly annahm, dass es sich bei Henchir Mgarine um eine vergrößerte Ausführung des Baumusters Tisavar handeln könnte, kann diese Überlegung auch für Henchir Medeina gelten. Ohne auf die Änderungen einzugehen, ließ Trousset 1974 einen Kastellplan veröffentlichen, der in wichtigen Details dem bei Lecoy de La Marche abgebildeten Zentralgebäude widerspricht.

## Umliegende Bebauung
Im Umkreis von rund 600 Metern um das Kleinkastell konnte Lecoy de La Marche Spuren weitere Bauten ausmachen. Ein Schwerpunkt dieser Bebauung schien im Nordwesten der Anlage gewesen zu sein. Im Osten, rund 165 Meter von der Befestigung entfernt, erkannte er die Fundamente einer rechteckigen Struktur von 15 × 18 Metern, und im Norden fanden sich zwei Zisternen von rund zwei Metern Breite, die bis zum oberen Rand versandet waren. Trousset entdeckte bei seiner Begehung in der Nähe der Nordostecke des Kleinkastells ein kleines, undeutlich erkennbares Steingebäude. Er konnte außerdem nordwestlich, rund 200 Meter vom Garnisonsort entfernt, einen Brunnen oder eine Zisterne erkennen, doch es fanden sich keinerlei Spuren, wie diese Konstruktion einst ausgesehen haben könnte.

## Zeitliche Einordnung
Die Anlage könnte mit dem antiken Thebelami/Themalami identisch sein, das ein mit Entfernungsangaben versehenes Verzeichnis römischer Reichsstraßen aus dem 3. Jahrhundert n. Chr., das Itinerarium Antonini, bezeugt. Der antike Ort lag demnach 25 römische Meilen (37,04 Kilometer) von Tabalati/Talalati und 20 Meilen (29,64 Kilometer) von Tillibari entfernt. Mattingly stellte nach einer Sichtung der epigraphischen und archäologischen Hinweise vom tripolitanischen Limes fest, dass es im frühen 3. Jahrhundert n. Chr. unter der Regierung des Kaisers Septimius Severus (193–211) zu verstärkten Truppenbewegungen und zu deutlichen Bautätigkeiten im Grenzraum Tripolitaniens kam. Auch Henchir Medeina ordnet er dieser Zeitstellung zu. Trousset konnte zahlreiche Keramikfragmente und einige römische Münzen von der Fundstelle Henchir Medeina analysieren, darunter das Bruchstück einer Lampe aus dem zweiten Jahrhundert n. Chr.
Trotz fehlender Inschriften gilt es für Mattingly als ziemlich sicher, in Henchir Mgarine und Henchir Medeina die im Itinerarium Antonini genannten Orte Agarlabas und Thebelami zu sehen. Auf jeden Fall muss es seiner Meinung nach mindestens zu einer Verdopplung der bis zu diesem Zeitpunkt an den Grenzanlagen stationierten Einheiten gekommen sein, was auch den Bau beziehungsweise Ausbau von Garnisonsorten nach sich zog.